# Actias luna
A Actias luna, também chamada de mariposa-lua, é uma mariposa neártica da família Saturniidae, subfamília Saturniinae, um grupo comumente chamado de mariposas gigantes da seda.
A mariposa tem asas verde-limão e corpo branco e suas lagartas também são verdes. Sua envergadura típica é de aproximadamente 114 mm, mas pode ultrapassar 178 mm, classificando a espécie como uma das maiores mariposas da América do Norte.
Em todo o Canadá, ela tem uma geração por ano, com os adultos alados aparecendo no final de maio ou início de junho, enquanto, mais ao sul, ela terá duas ou até três gerações por ano, com a primeira aparição já em março na região do sul dos Estados Unidos.
Como mecanismos de defesa, as larvas emitem cliques como um aviso e também podem regurgitar o conteúdo intestinal, o que foi confirmado como tendo um efeito dissuasivo em uma variedade de predadores. Acredita-se que as caudas alongadas das asas posteriores confundam a detecção de ecolocalização usada por morcegos predadores.
Uma mosca parasitoide [en] introduzida deliberadamente na América do Norte como controle biológico de pragas para a espécie invasora Lymantria dispar (anteriormente conhecida como mariposa-cigana) parece ter tido um impacto negativo sobre as mariposas-lua e outras mariposas nativas.

## Descrição

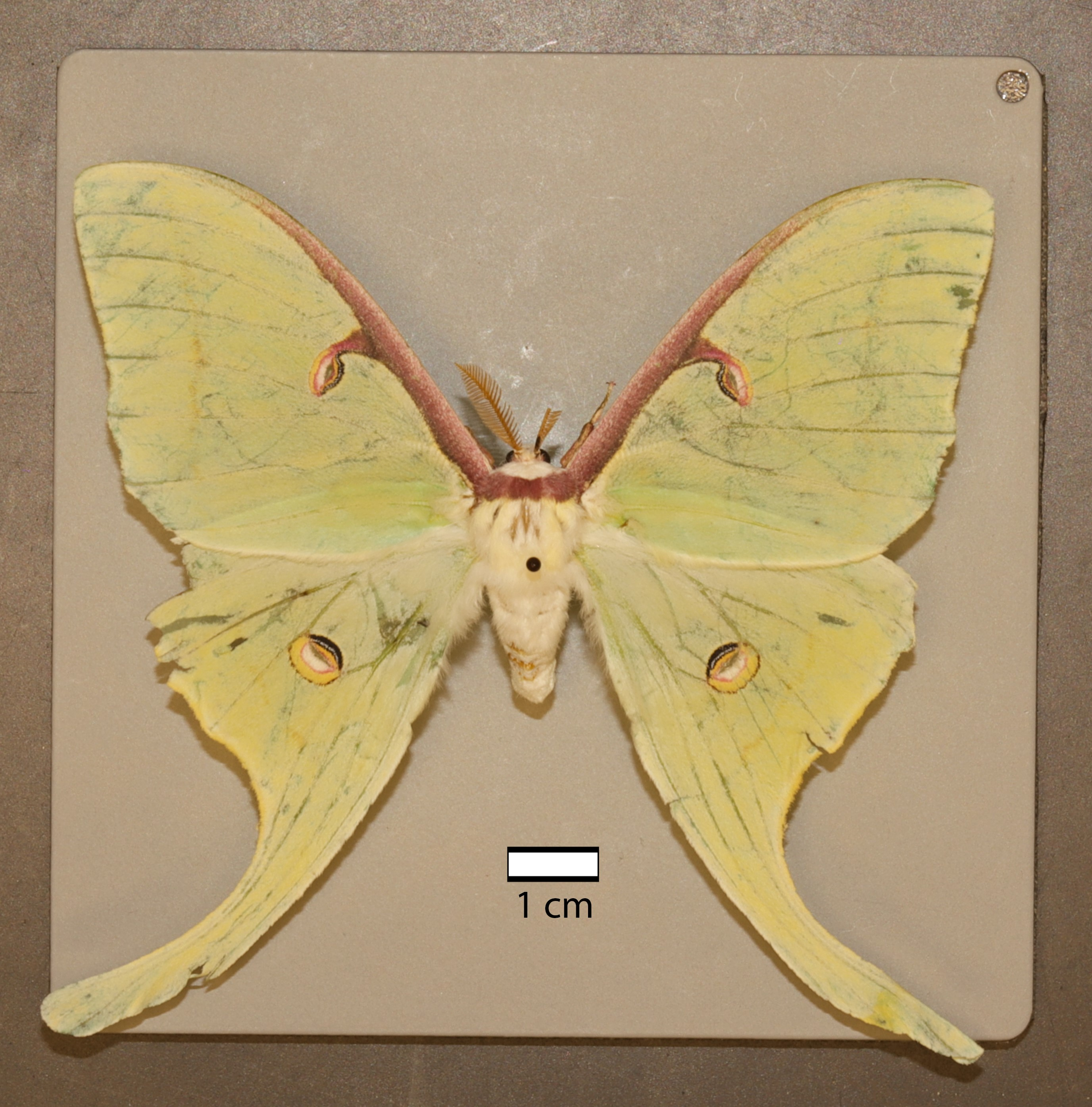
Exemplar fixado

Os ovos, fixados em pequenos grupos na parte inferior das folhas, são manchados de branco e marrom, ligeiramente ovais e com cerca de 1,5 milímetros de diâmetro. As larvas são principalmente verdes, com pelos esparsos. O primeiro instar, emergindo do ovo, atinge um comprimento de 6-8 mm, o segundo de 9-10 mm, o terceiro de 12-16 mm e o quarto de 23-26 mm. O quinto e último instar atinge aproximadamente 70-90 mm de comprimento. Pequenos pontos coloridos (amarelos ou magentas) podem revestir as laterais do quarto e quinto instares. As larvas podem assumir uma coloração marrom-avermelhada logo antes da formação do casulo. As larvas de quinto instar descem ao solo e usam a seda para prender folhas mortas ao redor do casulo.
Os imagos (alados, sexualmente maduros), geralmente chamados de "mariposas adultas", emergem das pupas com as asas pequenas, amassadas e mantidas próximas ao corpo. Em um período de várias horas, as asas aumentarão até o tamanho normal. A envergadura das asas é normalmente de 8 a 11,5 cm e, em casos raros, chega a 17,78 cm. As fêmeas e os machos são semelhantes em tamanho e aparência: asas verdes, pontos oculares nas asas anteriores e posteriores e caudas longas, às vezes um pouco torcidas, que se estendem da borda posterior das asas posteriores. Os corpos são brancos e peludos. Os adultos têm peças bucais vestigiais e não se alimentam. A energia vem dos estoques de gordura criados durante a fase de lagarta. A borda anterior da asa dianteira é de cor escura e grossa, diminuindo de espessura do tórax até a ponta da asa. Sua cor pode variar de bordô a marrom. Os pontos oculares, um por asa, têm formato oval nas asas anteriores e redondo nas asas posteriores. Cada ponto ocular pode ter arcos de cor preta, azul, vermelha, amarela, verde ou branca. Acredita-se que os pontos oculares confundam os predadores em potencial.
Existem algumas diferenças regionais e determinadas pelo sexo na aparência. As fêmeas apresentam um abdômen maior do que o dos machos por conter de 200 a 400 ovos. Ambos os sexos têm antenas, mas no macho, muito mais longas e largas. A cor da asa é azul-esverdeada no norte e para a geração que passa o inverno nos estados do centro e do sul; a cor da asa da segunda e da terceira geração tem um tom mais amarelo-esverdeado.

## Etimologia
Descrita e nomeada como Phalena plumata caudata por James Petiver em 1700, foi o primeiro saturniídeo norte-americano a ser relatado na literatura de insetos. O nome latino inicial, que se traduz aproximadamente como "brilhante, cauda de pena", foi substituído quando Carlos Lineu descreveu a espécie em 1758 na décima edição do Systema Naturae e a renomeou como P. luna, mais tarde Actias luna, com luna derivado de Luna, a deusa romana da lua. O nome comum tornou-se "mariposa-lua". Várias outras mariposas gigantes da seda da América do Norte também receberam nomes de espécies em homenagem à mitologia romana ou grega.

## Distribuição
A mariposa-lua é encontrada na América do Norte, do leste das Grandes Planícies nos Estados Unidos - da Flórida ao Maine, e de Sascachevão em direção ao leste, passando pelo centro de Quebec até a Nova Escócia, no Canadá. As mariposas-lua também são raramente encontradas na Europa Ocidental como errantes.

## Ciclo de vida

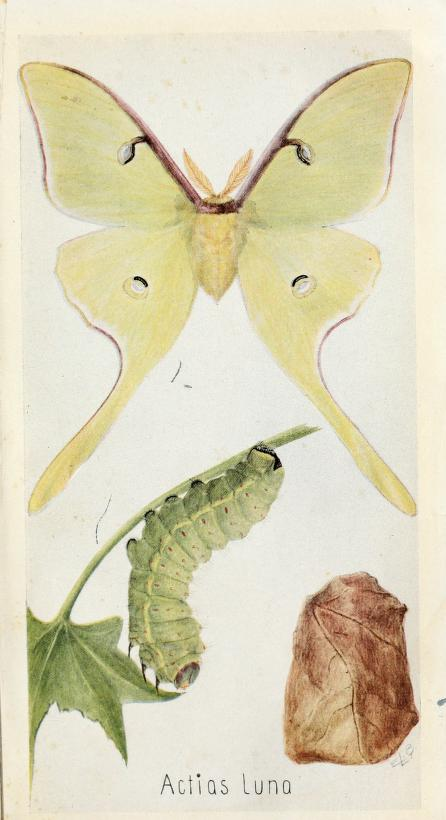
Ilustração de Edna Libby Beutenmuller do Field Book of Insects (1918)

Com base no clima em que vivem, as mariposas-lua produzem diferentes números de gerações por ano. No Canadá e nas regiões do norte dos Estados Unidos, elas são univoltinas [en], o que significa uma geração por ano. Os estágios de vida são de aproximadamente 10 dias como ovos, 6 a 7 semanas como larvas, 2 a 3 semanas como pupas, terminando com uma semana como adultos alados que aparecem no final de maio ou início de junho. Nos estados do meio do Atlântico, a espécie é bivoltina e, mais ao sul, trivoltina, o que significa, respectivamente, duas e três gerações por ano. Nos estados centrais, a primeira geração aparece em abril e a segunda em julho. Ainda mais ao sul, a primeira geração aparece já em março, com a segunda e a terceira espaçadas de oito a dez semanas depois.

## Ovos
As fêmeas põem de 200 a 400 ovos, individualmente ou em pequenos grupos, na parte inferior das folhas das espécies de árvores preferidas pelas larvas. A postura dos ovos começa na noite seguinte ao término do acasalamento e continua por vários dias. Os ovos eclodem em cerca de uma semana.

### Larvas
Cada instar - o período entre as transformações - leva geralmente de 4 a 10 dias. Há cinco instares antes da formação do casulo. No final de cada instar, uma pequena quantidade de seda é colocada na veia principal de uma folha e a larva sofre apólise e, em seguida, ecdise (muda), deixando o exoesqueleto antigo para trás. Às vezes, o exoesqueleto perdido é comido. Recém-eclodida, essa lagarta se alimenta constantemente das folhas de nogueira, nogueira, goma-doce e bétula de papel. Cada instar é verde, embora os dois primeiros instares tenham alguma variação em que algumas larvas apresentam manchas pretas subjacentes em seu lado dorsal. O último instar atinge aproximadamente 70 mm a 90 mm de comprimento. Todos os cinco estágios do instar possuem espinhos verdes na superfície dorsal, embora esses espinhos não sejam muito resistentes, ainda podem causar irritação ao serem tocados. A espécie vive em árvores e as larvas permanecem na mesma árvore onde nasceram até a hora de descer ao solo para fazer um casulo. Quando as fêmeas emergem dos casulos, voam para as espécies de árvores preferidas, emitem feromônios e esperam que os machos as encontrem. Embora algumas larvas da família Saturniidae sejam conhecidas por serem venenosas, as da A. luna não são. Os espinhos, ou cerdas, localizados nos segmentos torácicos e abdominais não têm nenhum componente químico.

### Pupas
A mariposa-lua se torna pupa após fiar um casulo de seda, que é fino e de camada única. Pouco antes da pupação, a lagarta final, de quinto ínstar, se envolverá em um "despejo intestinal", no qual o excesso de água e o conteúdo intestinal são expelidos. Como pupas, essa espécie é mais ativa fisicamente do que a maioria das mariposas. Quando perturbadas, as mariposas se agitam dentro de suas caixas de pupas, produzindo um ruído. A pupação leva aproximadamente duas semanas, a menos que o indivíduo esteja em diapausa durante o inverno, caso em que o estágio de pupa leva cerca de nove meses. Os mecanismos que desencadeiam a diapausa são geralmente uma mistura de fatores genéticos, duração da luz solar e temperatura. As pupas têm esporões quitinosos perto da base das asas dianteiras. Ao se movimentarem vigorosamente dentro do casulo, esses esporões rasgam uma abertura circular da qual a imago emerge, pois a seda do casulo também foi enfraquecida pela secreção de cocoonase, uma enzima que digere proteínas.

### Imago (alado)
As pupas fazem a transição para o estado alado após receberem sinais externos na forma de mudança de temperatura. Quando as mariposas-lua adultas emergem de suas pupas, seus abdomens estão inchados e suas asas são pequenas, macias e úmidas. As primeiras horas da vida adulta serão gastas bombeando a hemolinfa (equivalente ao sangue dos invertebrados) do abdômen para as asas. As mariposas precisam esperar que as asas sequem e endureçam antes de poderem voar. Esse processo pode levar de 2 a 3 horas para ser concluído. As mariposas-lua não são raras, mas são raramente vistas devido à sua vida adulta muito curta (7 a 10 dias) e ao tempo de voo noturno. Como acontece com todas as mariposas gigantes da seda, os adultos têm apenas peças bucais vestigiais e nenhum sistema digestivo e, portanto, não se alimentam em sua forma adulta, dependendo da energia que armazenaram como lagartas. Em regiões onde há duas ou três gerações por ano, a segunda e a terceira podem ter uma coloração de asa mais verde-amarelada em comparação com a primeira geração do ano.

### Acasalamento
As mariposas gigantes da seda têm em comum um processo de acasalamento em que as fêmeas, à noite, liberam feromônios sexuais voláteis, que os machos, voando, detectam por meio de suas grandes antenas. Os machos podem detectar essas moléculas a uma distância de vários quilômetros e, em seguida, voar na direção de onde vem o vento até chegar à fêmea. As fêmeas da traça-da-lua se acasalam com os primeiros machos que as encontram, um processo que normalmente começa depois da meia-noite e leva várias horas. Os pesquisadores extraíram três compostos químicos da glândula de feromônio de fêmeas não acasaladas da traça-da-lua e identificaram um composto aldeídico maior e dois menores, designados E6,Z11-18:Ald, E6-18:Ald and Z11-18:Ald. Os mesmos compostos também foram sintetizados. Os experimentos de campo com fêmeas não acasaladas e com os compostos sintetizados confirmaram que o E6, Z11-18:Ald era o feromônio sexual principal, com a atração aumentada pela adição de E6-18:Ald, mas não por Z11-18:Ald. Os autores mencionaram que nenhuma outra espécie de mariposa foi atraída pelas fêmeas não acasaladas ou pelos produtos sintetizados, confirmando que o feromônio é específico da espécie, pelo menos para os locais e datas em que foi testado.

### Galeria de ciclo de vida

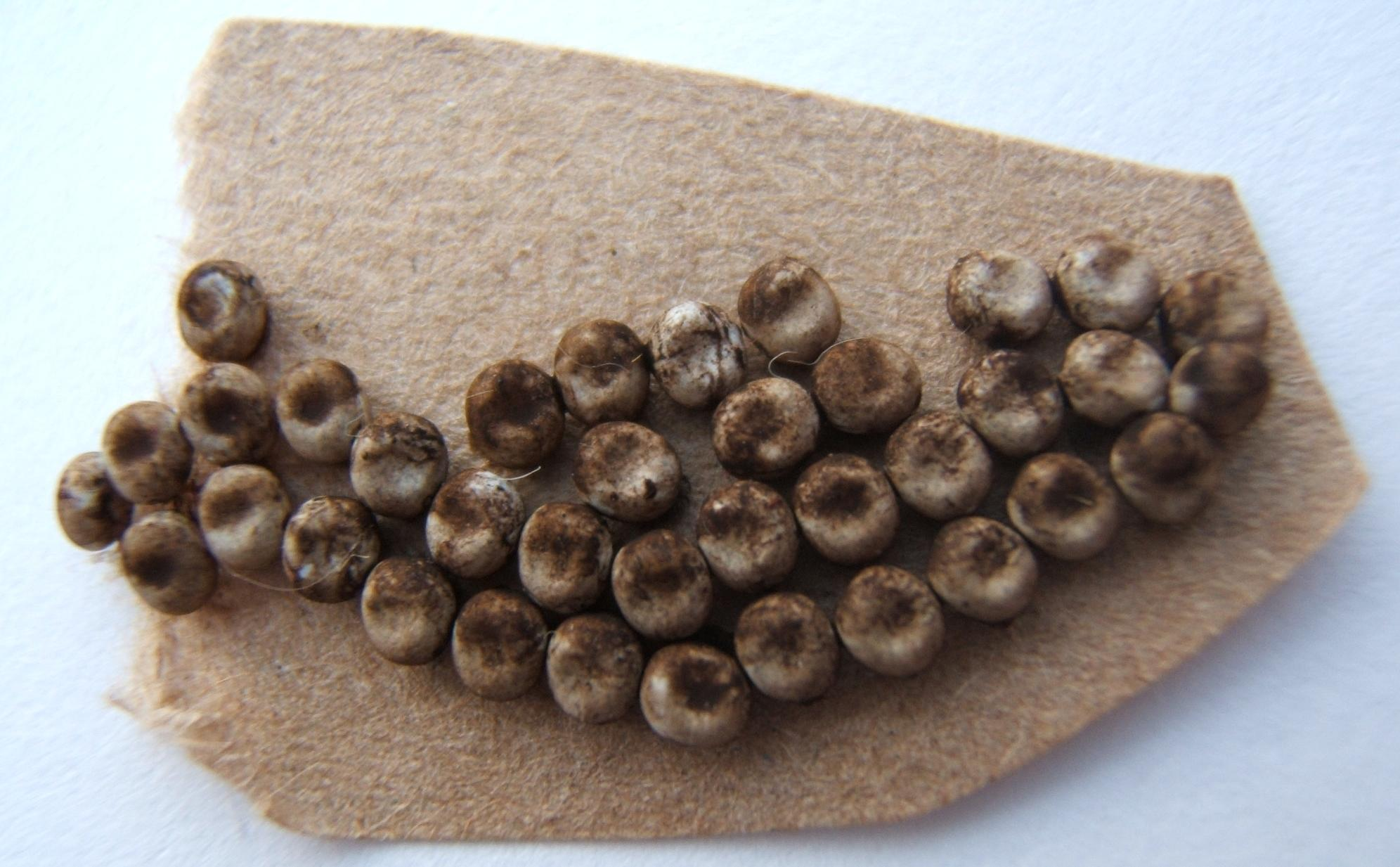
Ovos de fêmeas criadas em cativeiro, colocados em papel grosso
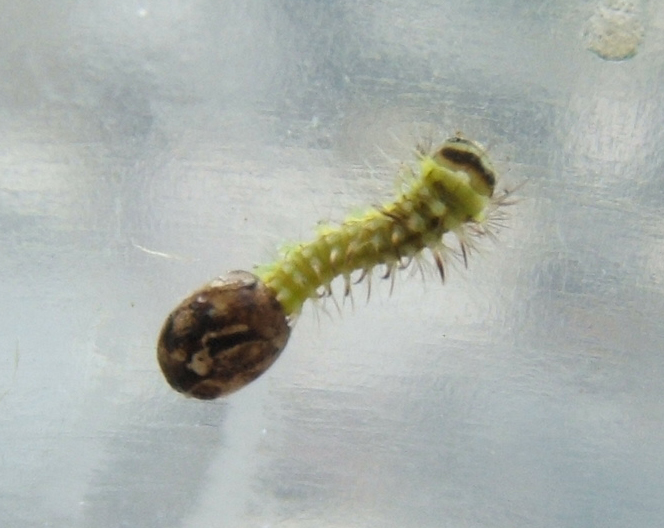
Larva eclodindo
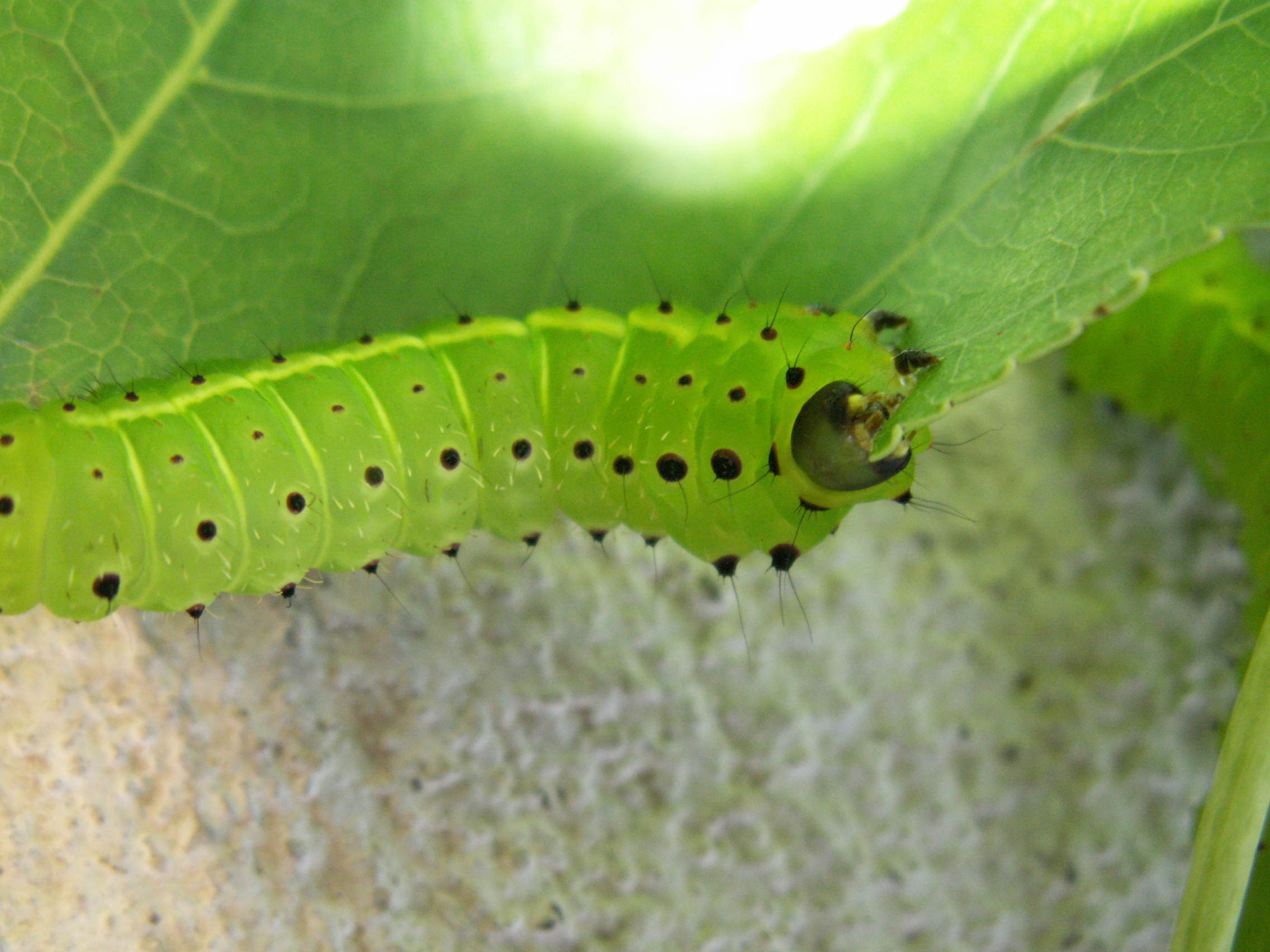
Larva de quarto instar. As manchas também podem ser amarelas ou magenta.
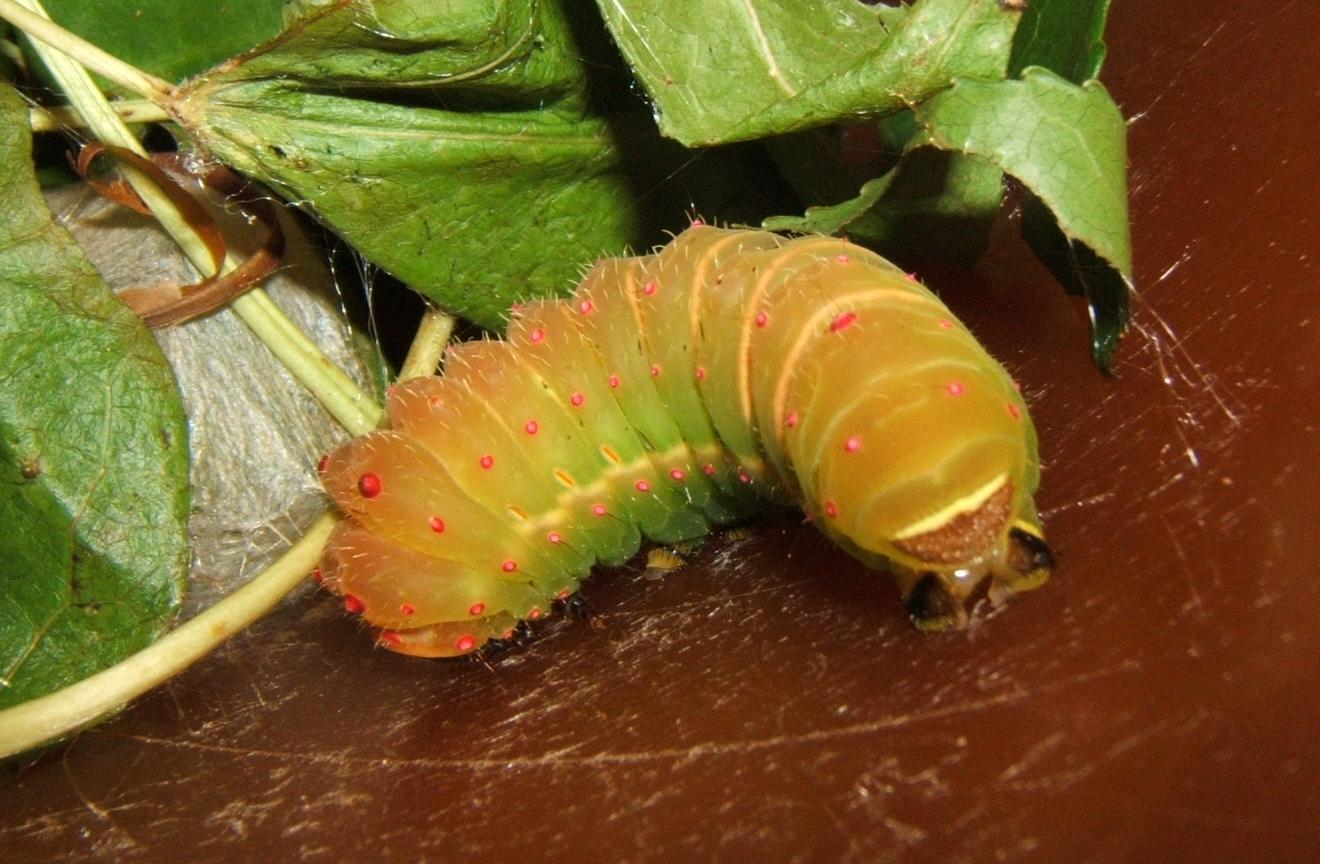
Larva de 5º instar começando a criar um casulo (observe os fios de seda nas folhas)
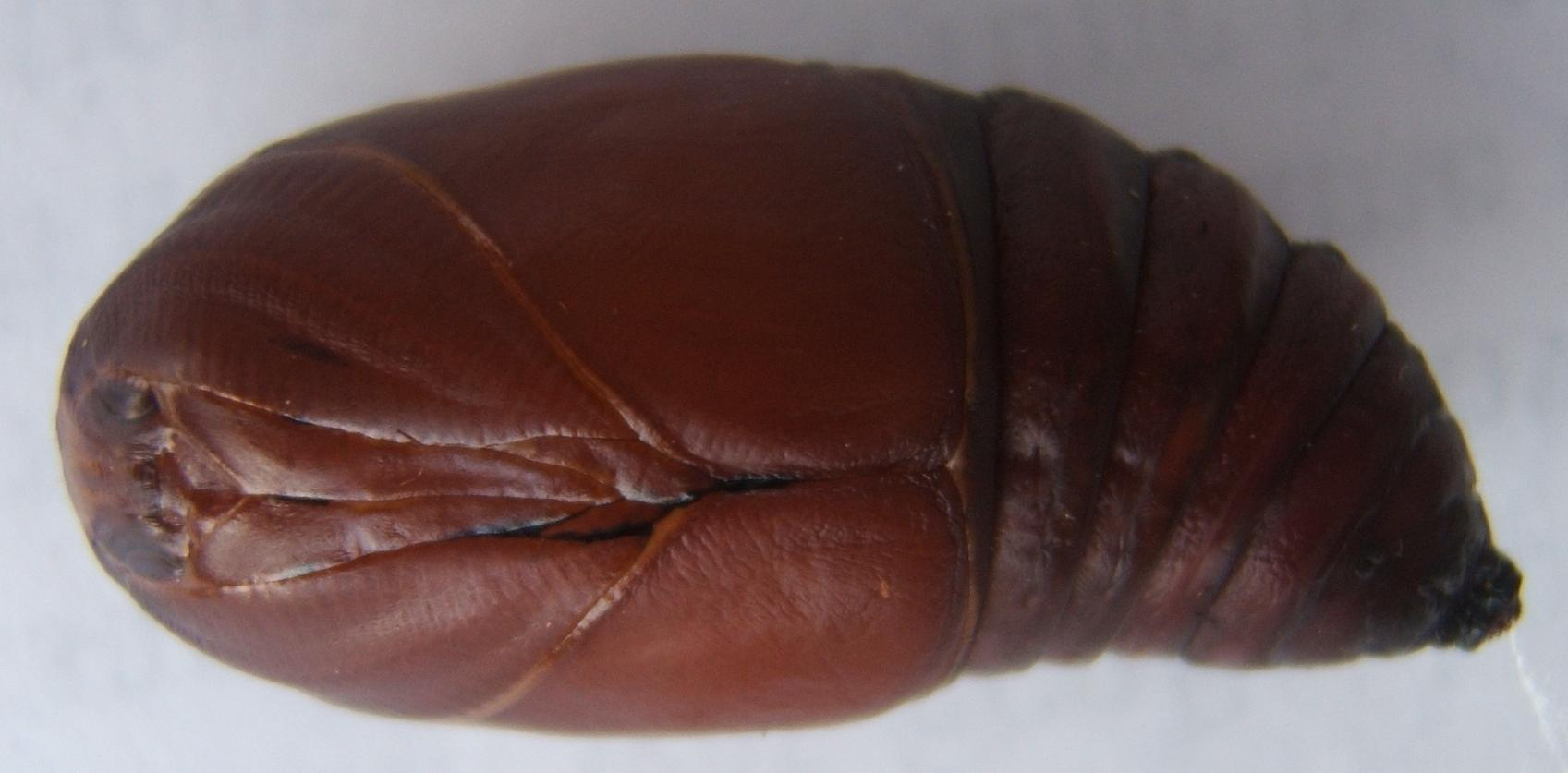
Pupa, removida do casulo. Olhos visíveis na extremidade da cabeça (esquerda)
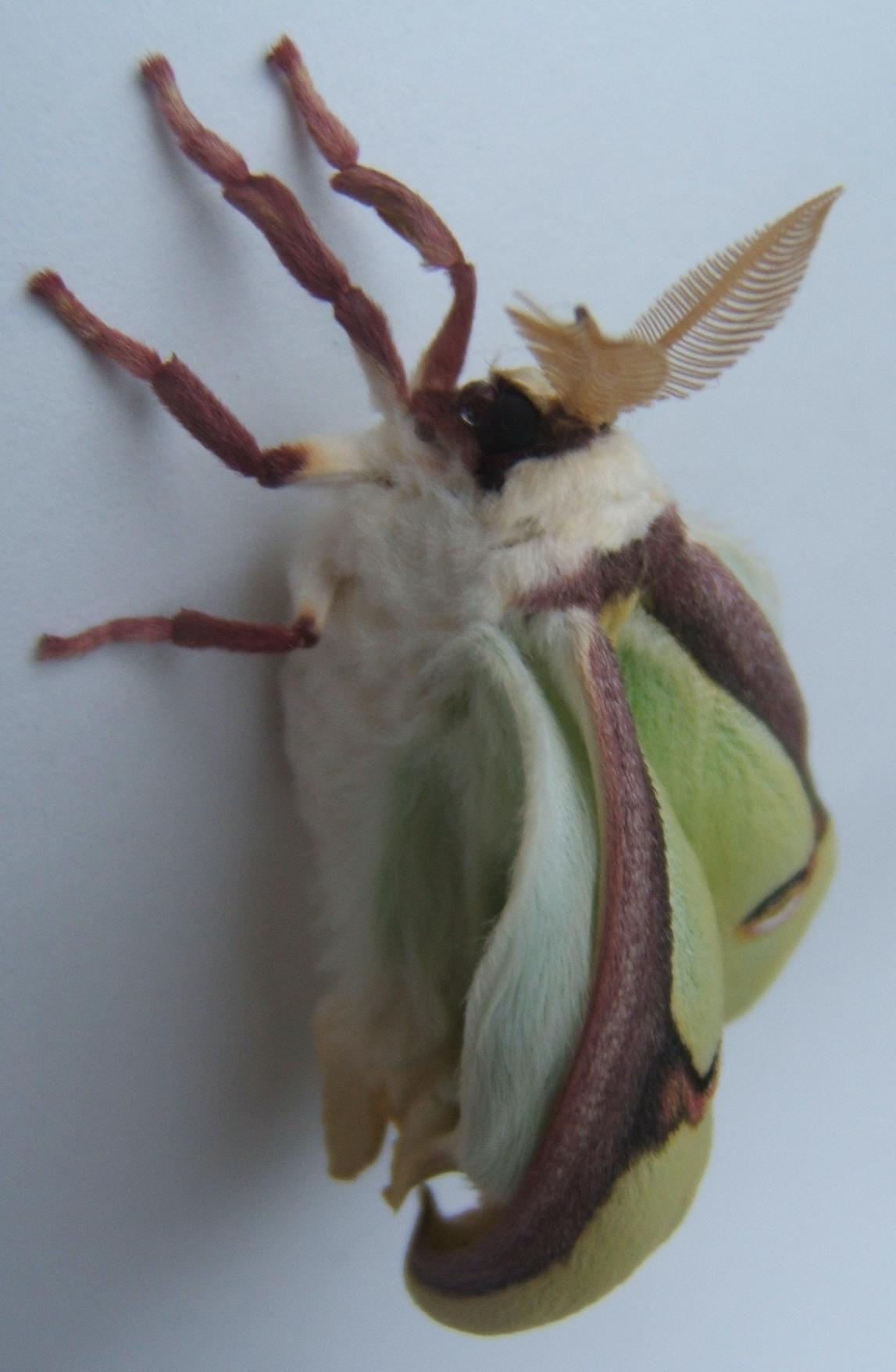
Secagem e aumento das asas após a emergência da pupa
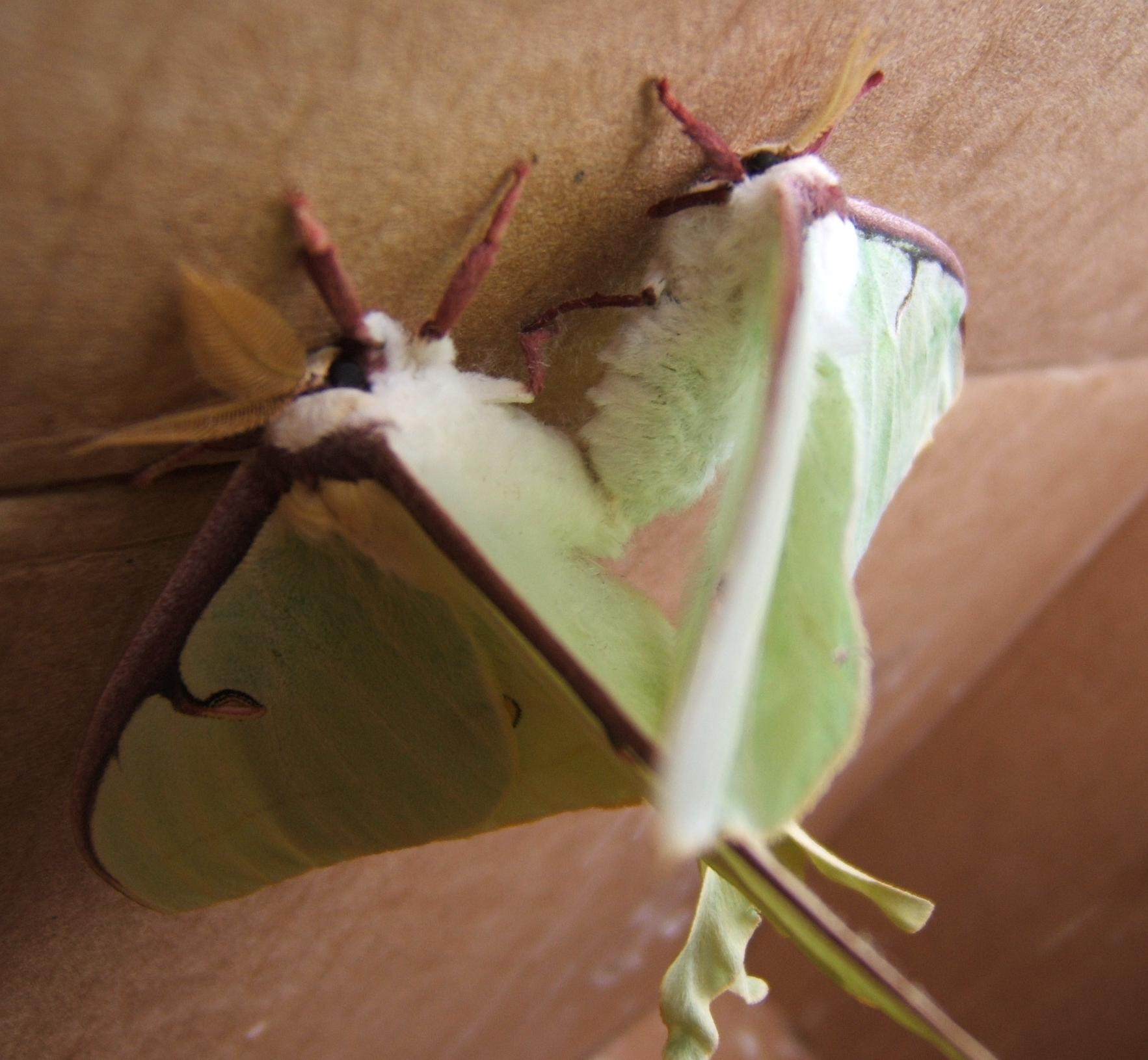
Imagens de acasalamento (adultos alados). Macho, com antenas maiores, à esquerda

### Imagens aproximadas

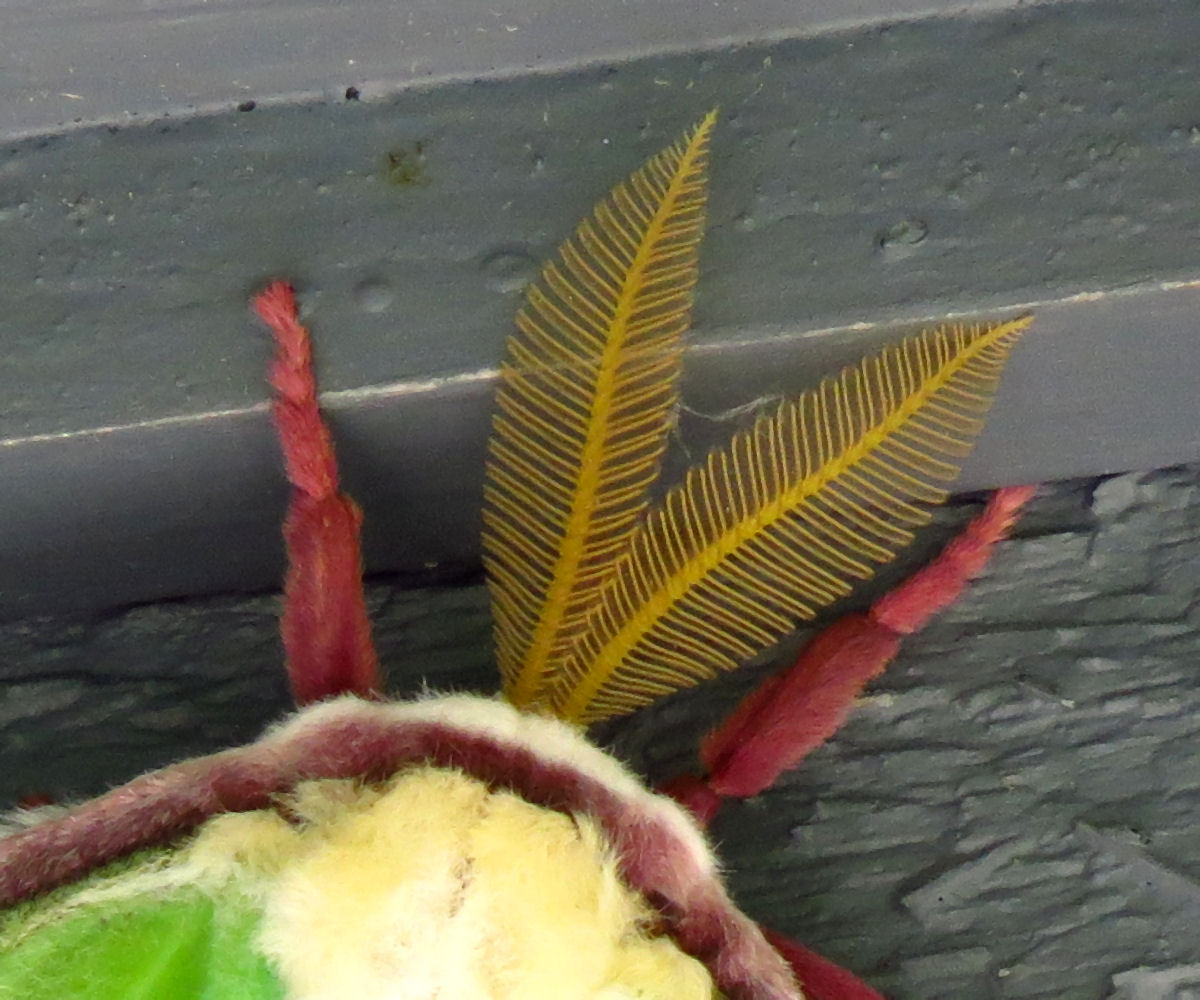
Antenas (macho)
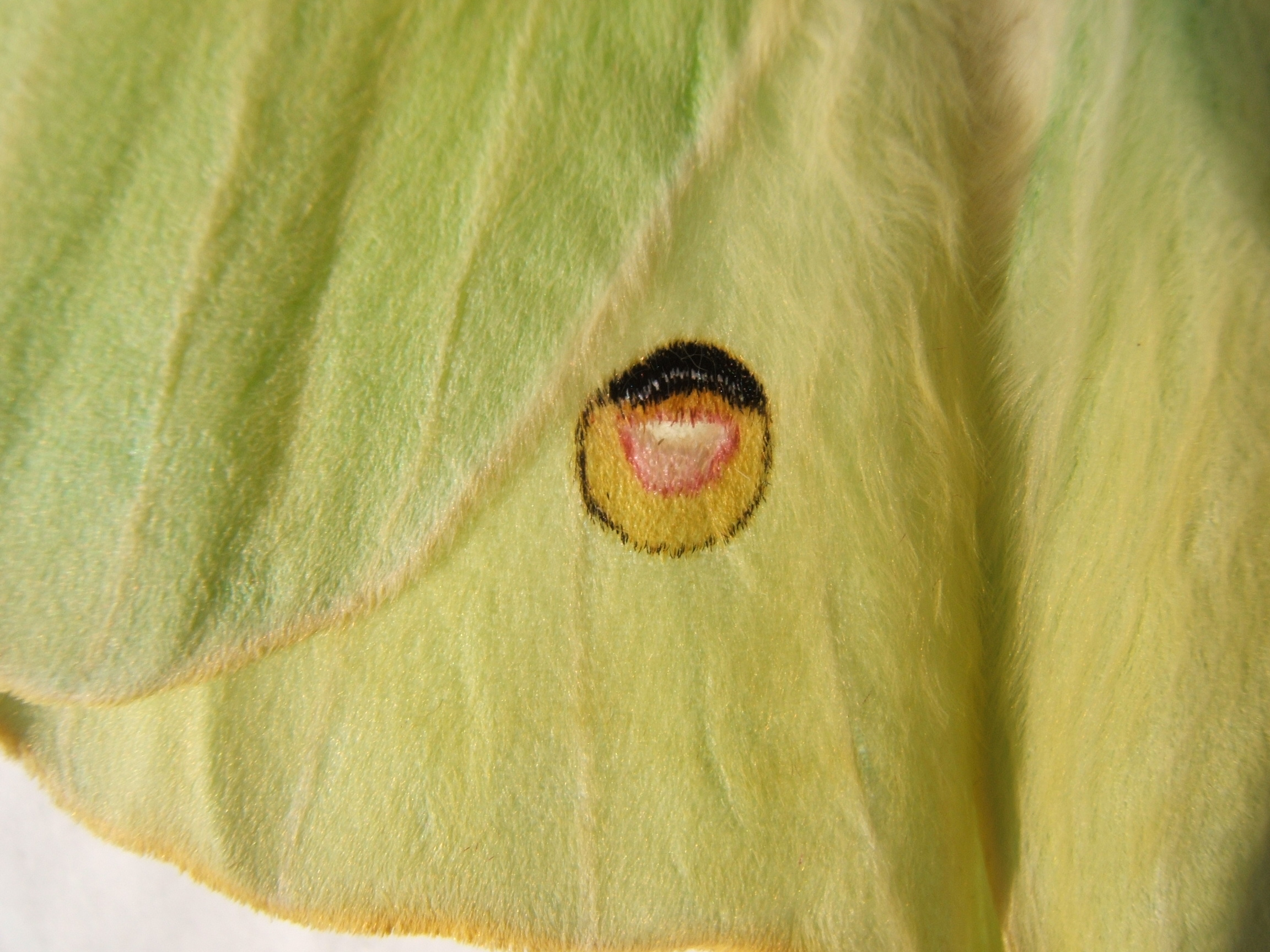
Mancha ocular na asa traseira
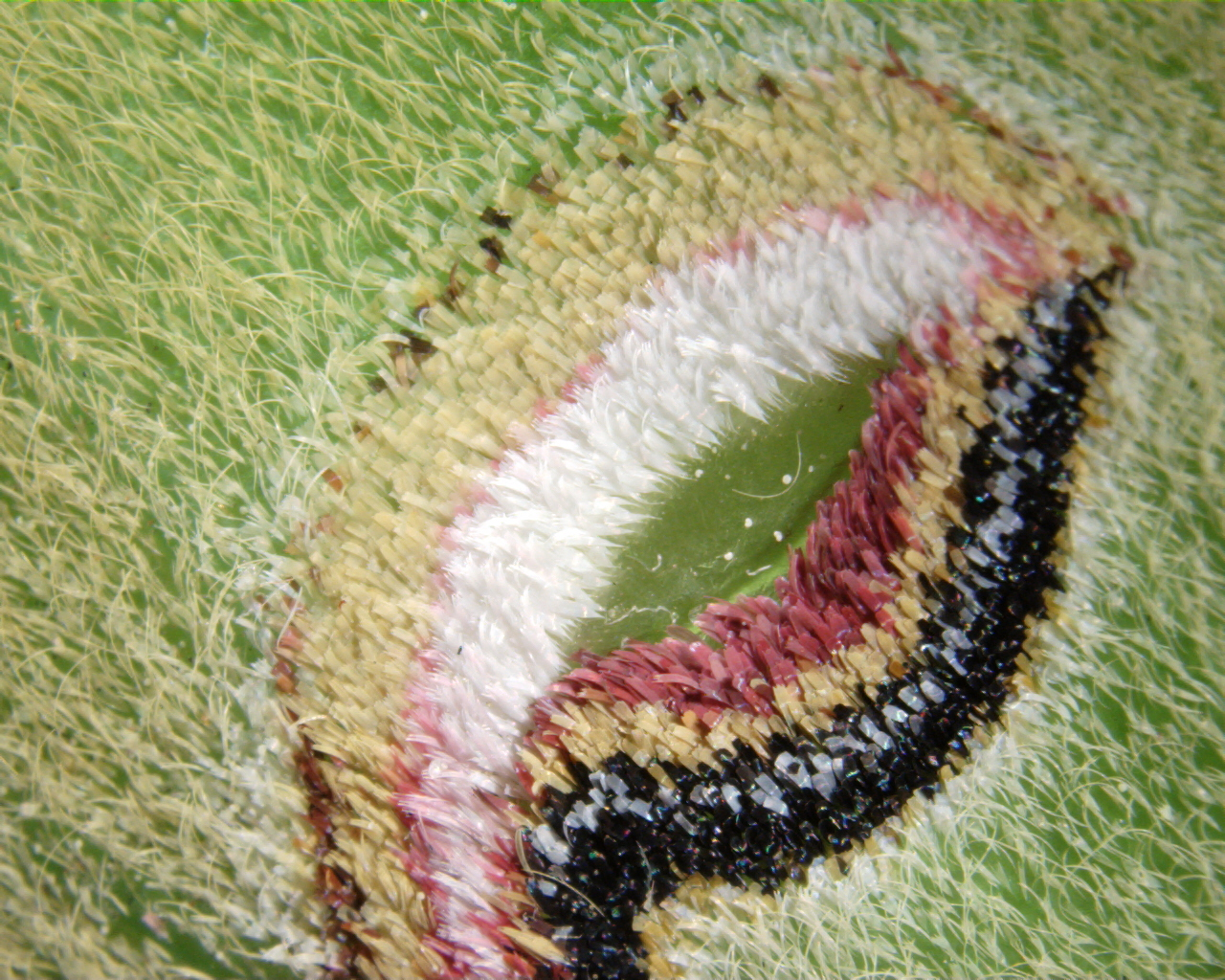
Mancha ocular na asa dianteira
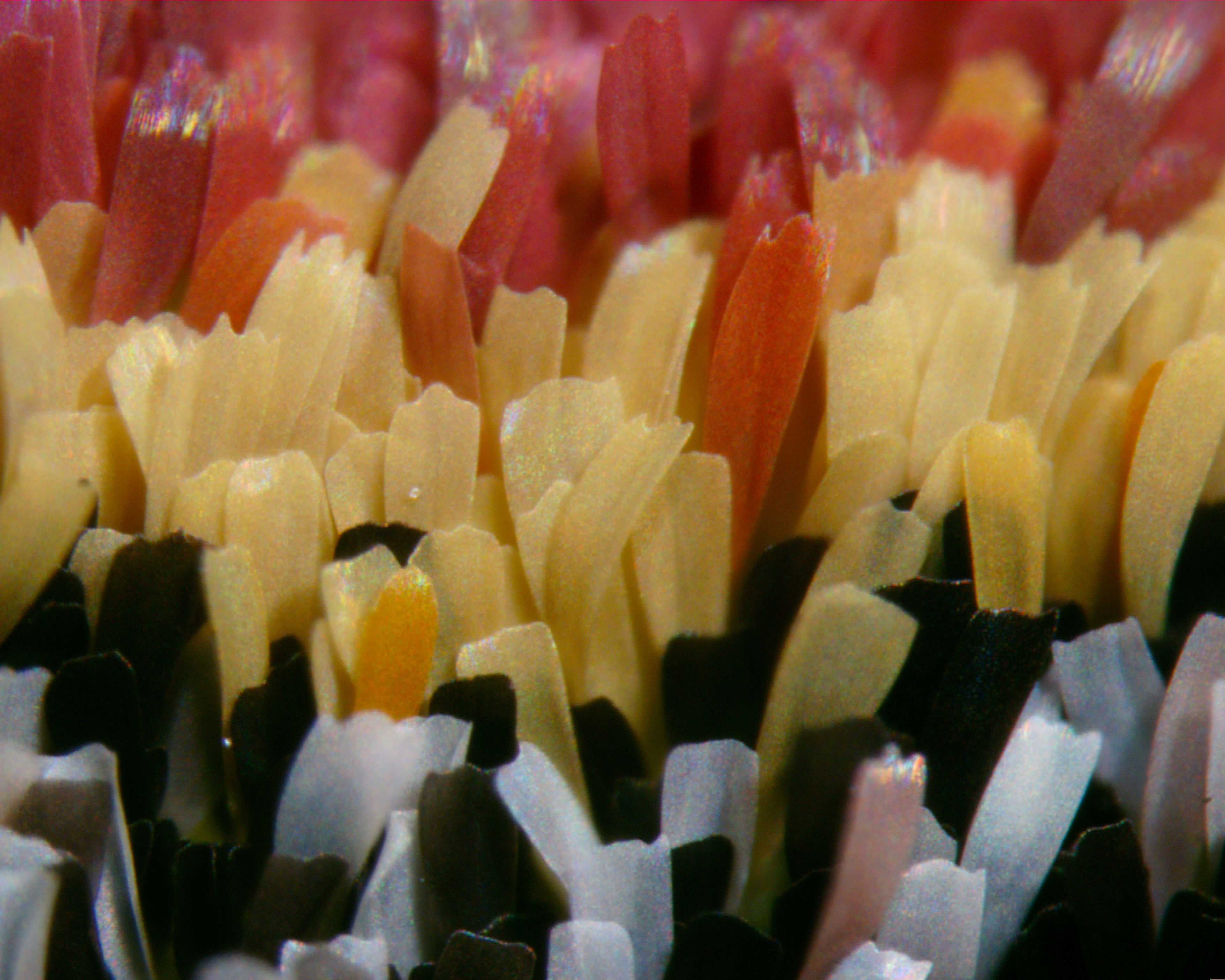
Detalhe muito próximo de escamas no ponto ocular

## Predadores e parasitas
Algumas espécies de larvas de Saturniidae são conhecidas por emitir estalidos quando atacadas, esfregando suas mandíbulas serrilhadas. Esses sons são audíveis para os seres humanos e se estendem às frequências de ultrassom audíveis para os predadores. Acredita-se que os cliques sejam uma forma de sinalização de advertência aposemática, feita antes da regurgitação do conteúdo intestinal que impede o predador. As larvas da mariposa-lua clicam e regurgitam, sendo que o material regurgitado foi confirmado como um impedimento para predadores de várias espécies.
Os imagos (adultos alados) dessa espécie e de outras espécies relacionadas de Actias [en] que voam à noite, coletivamente chamadas de "mariposas-lua", têm longas caudas nas asas traseiras. Uma hipótese de "alvo falso" sustenta que as caudas evoluíram como um meio de reduzir o risco de predação por morcegos que usam a ecolocalização para identificar a presa. As mariposas usam as caudas giratórias das asas traseiras para enganar os morcegos e fazê-los atacar partes não essenciais, com sucesso em mais de 55% das vezes. Foram realizados experimentos com mariposas de asas intactas e com as caudas removidas. Com as asas intactas, a maioria dos morcegos atacantes entrou em contato com as caudas das asas traseiras em vez de entrar em contato com o corpo da mariposa; apenas 35% das mariposas intactas foram capturadas, contra 81% das mariposas com caudas cortadas. Os resultados desse experimento apoiam a distorção da ecolocalização como uma contramedida eficaz.
A mosca parasitoide Compsilura concinnata, nativa da Europa, foi deliberadamente introduzida nos Estados Unidos durante grande parte do século XX como controle biológico de mariposas-cigana. Devido ao seu ciclo de vida flexível, ela pode parasitar mais de 150 espécies de borboletas e mariposas na América do Norte. Os pesquisadores relataram que, quando as larvas da mariposa-lua foram colocadas do lado de fora por cerca de uma semana e depois coletadas e devolvidas ao laboratório, surgiram quatro espécies de parasitas, sendo a mais comum a C. concinnata. Eles concluíram que essa mosca parasitoide causa danos colaterais às populações da mariposa-lua.
As larvas da mariposa-lua apresentaram defesas contra predadores em instares tardios, desenvolvendo espinhos quando atingem cerca de 3 cm de comprimento. Ao contrário de outras espécies, como Automeris io, que têm defesas químicas muito mais cedo no estágio larval, as larvas da mariposa ficam praticamente indefesas até atingirem esse comprimento. Entretanto, a ausência de uma defesa química permite o encurtamento do estágio larval. A Automeris io tem um estágio larval pelo menos duas vezes mais longo, em média, do que a Actias luna, o que a deixa vulnerável ao parasitismo.

## Plantas hospedeiras
As larvas da mariposa-lua se alimentam de várias espécies diferentes de árvores latifolias e não atingem densidades populacionais suficientes para causar danos significativos às suas árvores hospedeiras. Tuskes listou a bétula-branca (Betula papyrifera [en]), o caqui americano (Diospyros virginiana), a árvore-do-âmbar (Liquidambar styraciflua), além de várias espécies de Carya, Juglans e Rhus como plantas hospedeiras das lagartas. Outras espécies de árvores foram identificadas como adequadas para as larvas da Actias luna, mas um experimento de alimentação que também incluiu cerejeira-negra, Populus deltoides, álamo-trémulo, salgueiro-branco, carvalho (Quercus subg. Quercus) e tulipeiro relatou uma sobrevivência muito baixa nessas sete espécies de árvores, embora a literatura mais antiga as tenha identificado como hospedeiras. O autor sugeriu que a utilização da planta hospedeira pode diferir regionalmente, de modo que as larvas coletadas em uma região podem não tolerar plantas hospedeiras prontamente consumidas em outra região. A desintoxicação bioquímica dos produtos químicos defensivos da planta hospedeira pelas enzimas do sistema digestivo pode ser um fator na especialização regional da planta hospedeira. O juglone é um composto químico comum à nogueira e à nogueira que a maioria dos insetos considera um impedimento ou até mesmo tóxico. As larvas da mariposa-lua têm concentrações mais altas de enzimas do sistema digestivo neutralizadoras de juglone em comparação com outros lepidópteros, e as concentrações foram ainda mais altas quando as larvas foram alimentadas com folhas de nogueira ou nogueira em comparação com bétula branca ou goma doce americana. Isso sugere adaptações evolutivas e induzíveis para permitir o consumo de determinadas plantas hospedeiras.

## Na cultura popular
A mariposa-lua apareceu em um selo postal de primeira classe dos Estados Unidos emitido em junho de 1987. Embora mais de duas dúzias de borboletas tenham sido homenageadas dessa forma, em 2019 essa é a única mariposa.